# حريتي المسلوبة
حريتي المسلوبة، حركة اجتماعية على الإنترنت، بدأتها معصومة مسيح علي نجاد في عام 2014، وهي صحفية وناشطة إيرانية المولد، ومقيمة بين المملكة المتحدة والولايات المتحدة. بدأت هذه الحركة بصفحة على فيسبوك «حريتي المسلوبة» حيث نشرت النساء في إيران صورًا لأنفسهن بلا حجاب، احتجاجًا على قوانين الحجاب الإلزامية في البلاد. وقد تجاوزت الصفحة مليون إعجاب على فيسبوك بحلول نهاية عام 2016. حظيت المبادرة بتغطية دولية ووطنية واسعة، ولاقت الإشادة والنقد.

## التسلسل الزمني لحركة حريتي المسلوبة
تأسست صفحة الفيسبوك المسماة «حريتي المسلوبة» في 5 مايو 2014. وخُصصت لنشر صور النساء مع الحجاب. قدمت العديد من النساء صورهن بدون حجاب، والتي التقطت في أماكن مختلفة: الحدائق، والشواطئ، والأسواق، والشوارع، وأماكن أخرى. قالت علي نجاد إن الحملة بدأت ببساطة عندما:
«نشرتُ ذات مرة صورًا لنفسي بحرية وبدون حجاب. تلقيت رسائل من نساء إيرانيات يقلن: لا تنشري هناك صورًا لأننا نحسدك. وبعد فترة وجيزة نشرت صورة أخرى لنفسي أقود سيارتي في مسقط رأسي في إيران، مرة أخرى بدون حجاب. وقلت للنساء الإيرانيات: أراهن أنه بمقدوركن فعل الشيء ذاته. بدأت العديدات منهن في إرسال صورهن إليّ دون حجاب، لذا أنشأت صفحة حريتي المسلوبة، ولو أنّي كنت في إيران لما كان هذا الموقع موجودًا. يمكن لهؤلاء النساء اللواتي لا صوت لهن التعبير عن أنفسهن من بعيد لأول مرة منذ أكثر من 30 عامًا.»
تلقت الصفحة في غضون أيام قليلة أكثر من مئة ألف إعجاب. وقفز عدد المتابعين في أوائل عام 2015 إلى حوالي 760 ألف متابع، ووصل العدد إلى أكثر من 968 ألف بحلول نهاية عام 2016.
أصرت علي نجاد في مقابلة مع بي بي سي عام 2014، على أن النساء اللاتي أرسلن صورهن لسن ناشطات، بل مجرد نساء عاديات يتحدثن من قلوبهن. كانت العديد من الصور مصحوبة بتعليقات، بعضها بلغة شعرية، وبعضها كان مزعجًا أو متحديًا. ركزت العديد من التعليقات على الحق في الاختيار أو حرية الاختيار. وفي يناير 2015، أطلقت علي نجاد أيضًا أغنيتي المحرمة كجزء من حملة حريتي المسلوبة، وبعد شهرين أعادت إحياء شعار الحركة الخضراء، أنت كل الإعلام.
وُصفت حركة حريتي المسلوبة بأنها مساحة نشطة للغاية وحيوية، إذ نشرت كل شهر حوالي 35-50 جزءًا جديدًا من المحتوى والتي يشاركها مئات الأشخاص. أصبح وسم حريتي المسلوبة في منتصف عام 2014 علامة تصنيف مستخدمة دوليًا على فيسبوك وتويتر، بمتوسط مليون مشاركة في الأسبوع. كانت الصفحة بحلول نهاية عام 2016 قد شاركت أكثر من 2000 صورة لنساء إيرانيات بلا حجاب. حازت الصفحة على العديد من المؤيدين الدوليين، ومعظم المنشورات تُنشر بالفارسية مع ترجمتين إلى الإنجليزية والفرنسية.
أطلقت علي نجاد في مايو 2017 حملة الأربعاء الأبيض، لتشجيع النساء على خلع الحجاب يوم الأربعاء أو ارتداء الشالات البيضاء كعلامة على الاحتجاج.

## ردود الفعل

### المبادرات ذات الصلة والمنافسة
أسس الكُويريون بعد مبادرة علي نجاد صفحة فيسبوك بعنوان حرية مثليتي المسلوبة، ونشروا صورًا ذات جماليات لوجوه مغطاة بأعلام قوس قزح أو صور بلا رؤوس. ترى طالبة الدكتوراه من جامعة برلين الحرة إيمان جانجي، أن كلا الصفحتين جاءتا نتيجةً للتحول السياسي العام في منتصف عام 2010، عندما حلت حكومة يمين وسطى جديدة محل الحكومة اليمينية المتطرفة، وتقول إن النضال من أجل تحرير الرغبة لطالما تحالف فيه كل من الحركات النسائية والحركات الكويرية في إيران.
بدأ بعض الرجال الإيرانيين في منتصف عام 2016 حملة رجال بحجاب، للتعبير عن أفكارهم وكذلك ارتداء الحجاب لفترة وجيزة. وتلقت صفحة الفيسبوك هذه أكثر من 100000 إعجاب وهي الأكبر بين المبادرات المنافسة، ولكن انتُقدت من قبل المعلقين الأجانب باعتبارها «بذيئة» لاحتوائها على نكات الأحداث والرسوم المتحركة ومقاطع الفيديو.
تعدّ صفحة الحرية الحقيقية للنساء الإيرانيات من بين المنافسات الأصغر حجمًا، والتي أُطلقت بعد أسبوع بالضبط من حريتي المسلوبة، مع رسالة تحتفل بالحجاب: «الحجاب الجميل، حقي، خياري، وحياتي». تلقت الصفحة السابقة أقل من 10000 إعجاب وانتُقدت أيضًا لإصرارها على أن الحرية المسلوبة جزء من حرب ناعمة ضد إيران، وأيضًا لمحاولة إثارة الخوف.